# Bailleul-sur-Thérain
Bailleul-sur-Thérain è un comune francese di 2 111 abitanti situato nel dipartimento dell'Oise della regione dell'Alta Francia.

## Società

### Evoluzione demografica
Abitanti censiti